# Acción de Juncalito
La acción de Juncalito fue un enfrentamiento militar el cual forma parte de la Guerra de independencia de Chile, previo a la campaña del Cruce de los Andes.
El 10 de marzo del año de 1816, nueve meses antes del cruce de los Andes, José Félix Aldao lideró a un grupo de Granaderos a Caballo hacia el interior de la cordillera, en el paso de Uspallata. Debían averiguar si el paso era de tránsito seguro o si los realistas  lo tenían fortificado. Encontraron un piquete de éstos y lograron capturarles sin disparar un solo tiro. Entre ellos habían un sargento, un cabo y 15 soldados.
Con esta información, José de San Martín difundió las noticias de que el grueso del Ejército de los Andes cruzaría a Chile por Uspallata. Esto fue para engañar a los realistas en Chile y ganar tiempo, ya que seguían fortificando aquella zona, pero el grueso del Ejército de los Andes en realidad se trasladó cerca de la ciudad de Mendoza mientras alistaban los preparativos para el cruce.